# Martine Giordano
Martine Liliane Giordano (*  18. Juni 1944 in Paris; † 20. Juli 2012 ebenda) war eine französische Filmeditorin.
Martine Giordano war von Ende der 1960er Jahre bis zu ihrem Tod bei über 50 Filmen für den Filmschnitt verantwortlich. Sie arbeitete häufig für den Regisseur André Téchiné.
2007 wurde sie für ihre Arbeit bei Chanson d’Amour für den César für den Besten Schnitt nominiert.

## Filmografie (Auswahl)
- 1986: Schauplatz des Verbrechens (Le Lieu du crime)
- 1987: Die Unschuldigen (Les innocents)
- 1991: Geliebte Milena (Milena)
- 1993: Meine liebste Jahreszeit (Ma saison préférée)
- 1994: Wilde Herzen (Les Roseaux sauvages)
- 1995: Sag Ja! (Dis-moi oui)
- 1996: Diebe der Nacht (Les voleurs)
- 1997: Marquise – Gefährliche Intrige (Marquise)
- 1998: Alice & Martin (Alice et Martin)
- 2004: Changing Times (Les Temps qui changent)
- 2005: Eine fatale Entscheidung (Le petit lieutenant)
- 2006: Chanson d’Amour (Quand j’étais chanteur)
- 2007: Wir waren Zeugen (Les témoins)
- 2009: Zu zweit ist es leichter (À deux c’est plus facile)
- 2010: Copacabana